# Пансексуальность
Пансексуа́льность (от др.-греч. πᾶν — всё и лат. sexus — пол) — сексуальная ориентация, при которой люди испытывают романтическое и сексуальное влечение к персонам вне зависимости от их гендера.
Особенность пансексуальности состоит в том, что партнёр выбирается исключительно по личным качествам, мировоззрению и эмоциям, получаемым от общения с ним, а не по гендерной идентичности. Пансексуальных людей могут привлекать цисгендерные и трансгендерные женщины или мужчины, интерсексуальные люди и другие персоны. Для пансексуалов пол при выборе партнёра не играет роли, как и собственный — они «гендерно слепы».

## История
Слово «пансексуальность» впервые было использовано в 1974 году в статье The New York Times, посвящённой сексуальной революции поколения бэби-бумеров: «Бисексуальность — тренд этого года. Мы знаем, что придёт на смену. Это пансексуальность». Вскоре о новом термине забыли.

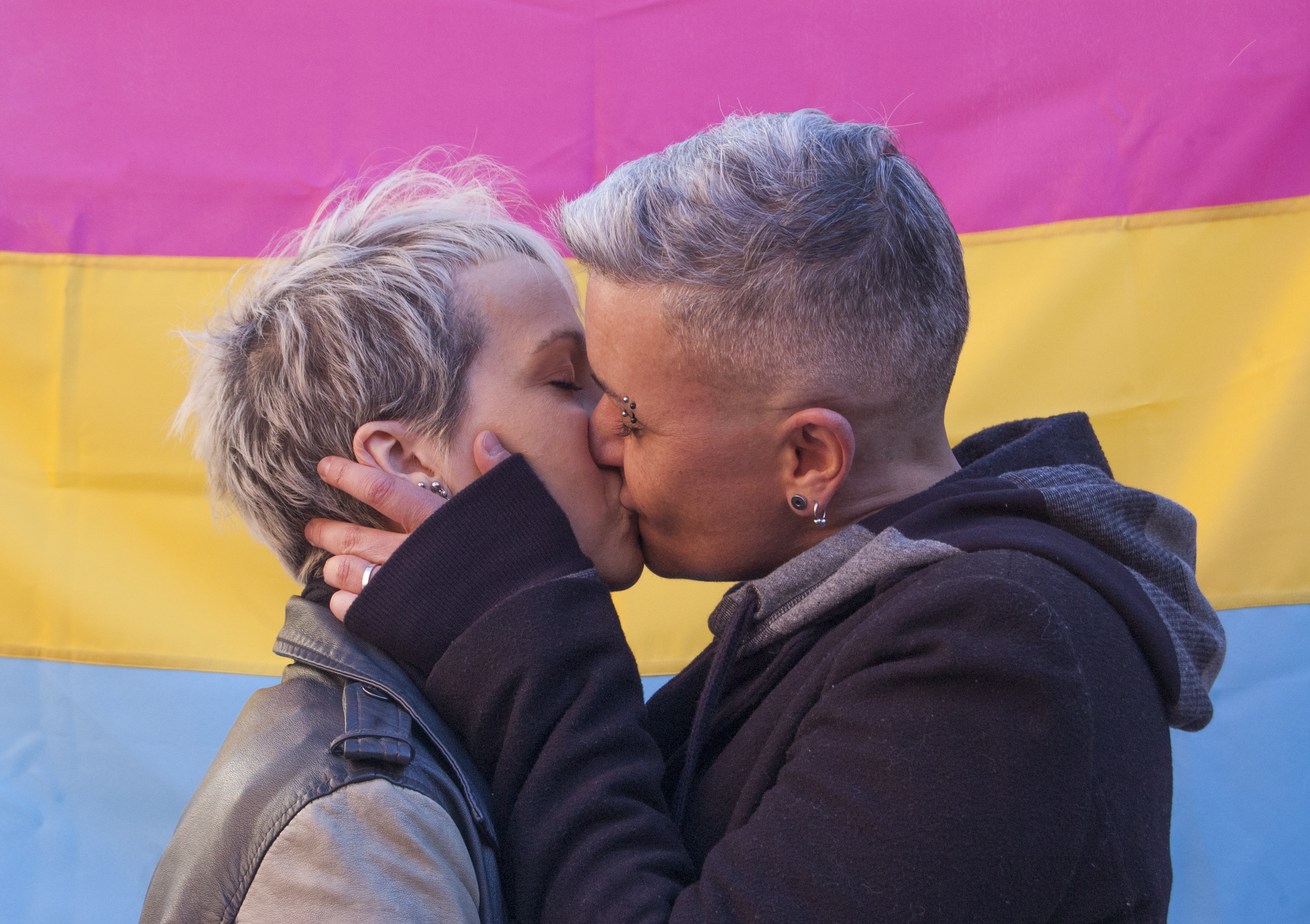
Пансексуальная пара на фоне флага гордости пансексуалов

Термин «пансексуальность» стал снова использоваться в середине 1990-х. Некоторое время термин был малораспространённым, а с 2010 года стал более широко распространяться в обществе. К середине 2010-х о своей пансексуальности заявили некоторые популярные киноактёры, что вызвало активные обсуждения в медийном поле. О распространении пансексуальной самоидентификации среди молодых людей свидетельствует исследование, опубликованное в 2015 году в «The New York Times».
В 2020 вокруг пансексуальности шли горячие споры: оппоненты приравнивают её к бифобии и трансфобии, сторонники отвечают ярлыками панфобии и говорят о замалчивании пансексуальной идентичности.

## Пансексуальность и бисексуальность
В отличие от термина «бисексуальность», термин «пансексуальность» обозначает более широкое понятие и подчёркивает не двойственность влечения, а его независимость от половых условностей.
Причины, почему индивидуумы, которые, по сути, являются пансексуалами, не ассоциируют себя с пансексуальностью, могут быть связаны с нераспространённостью термина и негативными коннотациями. Для популяризации термина среди молодёжи Финляндии финская писательница Магдалена Хай написала фэнтезийный роман «Третья сестра».